# Meth, Ghost & Rae
Meth, Ghost & Rae – side-project członków Wu-Tang Clanu, Method Mana, Ghostface Killah i Raekwona. Obecnie grupa podpisała kontrakt z Def Jam Recordings. 30 marca 2010 roku pojawił się ich jedyny album zatytułowany Wu-Massacre. Wydawnictwo zadebiutowało na 12. miejscu notowania Billboard 200, 6. miejscu Top R&B/Hip-Hop Albums oraz 2. miejscu notowania Top Rap Albums.

## Dyskografia
Albumy
| Rok  | Dane dot. albumu                                         | Najwyższe pozycje na listach | Najwyższe pozycje na listach | Najwyższe pozycje na listach |
| Rok  | Dane dot. albumu                                         | USA 200                      | USA R&B                      | USA Rap                      |
| ---- | -------------------------------------------------------- | ---------------------------- | ---------------------------- | ---------------------------- |
| 2010 | Wu-Massacre - Wydany: 30 marca 2010 - Wytwórnia: Def Jam | 12                           | 6                            | 2                            |